# Ansonia latidisca
Ansonia latidisca is een paddensoort uit Borneo die behoort tot het geslacht beekpadden (Ansonia). De soort werd voor het eerst wetenschappelijk beschreven door Robert F. Inger in 1966.

## Uiterlijke kenmerken
Ansonia latidisca heeft relatief lange, smalle ledematen. De vingers eindigen in wat verbrede vingertoppen. De vingers en tenen hebben vrij teruggetrokken zwemvliezen. Hij heeft een extern tympanum. Zijn rug is bedekt met rode, groene, gele en paarse wratten. De felle kleuren kunnen dienen om predatoren te wijzen op mogelijke toxiciteit, afkomstig uit gifklieren.
De vrouwtjes kunnen circa 5,5 cm lang worden, de mannetjes circa 3,5. Mannetjes hebben een donkerdere keel en hebben op de onderkaak drie of vier rijen met stekels.

## Verspreiding en habitat
De soort komt endemisch voor in het regenwoud in het westen van Borneo, meer bepaald in een bergachtig gebied tussen het Maleisische Sarawak en het Indonesische West-Kalimantan, op hoogtes boven 1200 meter boven zeeniveau. Het is een boombewoner die 's nachts actief is nabij waterlopen. Eitjes worden in het water afgezet.
Zijn leefgebied is nog maar weinig onderzocht door wetenschappers. Het dier werd na 1924 dan ook pas in 2011 opnieuw waargenomen. De grootste bedreiging voor deze soort is verlies van habitat door houtkap en recreatie.